# Омарова, Сауле Тариховна
Сауле́ Тариховна Ома́рова (каз. Сәуле Тарихқызы Омарова; 2 ноября 1966, Уральск) — американский учёный, профессор банковского права Корнельского университета, специалист в области регулирования финансовых институтов, банковском праве, международных и корпоративных финансах. В сентябре 2021 года выдвинута президентом Джо Байденом на должность главы Управления валютного контроля США.
7 декабря 2021 года в результате критики со стороны финансистов и политиков Омарова сняла свою кандидатуру на эту должность, с чем согласился Джо Байден.

## Биография
Родилась в 1966 году в городе Уральске (Западно-Казахстанская область, Казахская ССР), росла с мамой (методист в туберкулёзном диспансере) и бабушкой, окончила среднюю школу № 21 Уральска в 1984 году с золотой медалью, затем обучалась в Московском университете. В 1991 году по программе студенческого обмена между Московским университетом (где получила Ленинскую стипендию) и Висконсинским университетом в Мадисоне приехала в США и осталась там после распада СССР. Омарова, изучавшая нефтяную политику Казахстана с 1992 по 1998 год, сравнивает Казахстан с Россией, Азербайджаном и Туркменистаном и 12 апреля 1999 года Сауле Тариховна Омарова защищает диссертацию на тему «Политическая экономия нефти в постсоветском Казахстане» (The Political Economy of Oil in Post-Soviet Kazakhstan) в Университете Висконсина, получает докторскую степень, а затем в 2001 году в Прицкерской школе права Северо-Западного университета в Чикаго получила степень доктора юриспруденции.
Согласно полицейским записям, обнародованным каналом FoxNews, в 1995 году была арестована и признала себя виновной в краже вещей из магазина сети T.J. Maxx на сумму 214 долларов США.
Шесть лет проработала в юридической фирме Davis Polk & Wardwell, которая специализируется на финансах в Нью-Йорке. С 2006 по 2007 год работала в администрации президента Джорджа Буша-младшего, была специальным советником по регуляторной политике в Минфине США в ранге заместителя министра. В 2014 году назначена заместителем начальника Департамента.
Она была приглашенным профессором права в юридической школе Университета Северной Каролины. С 2014 года профессор в школе права Корнеллского университета.
Омарова с 2013 года 6 раз приглашалась на Конгресс США для дачи показаний в области финансов и технологий. Например, в 2018 году она отвечала конгрессменам по финтеху, в 2019 году — по Facebook. В период назначения на должность, предложенную ей Байденом, многие крупные банки и сенаторы-республиканцы выступили категорически против кандидатуры Омаровой, учитывая её реформаторские финансово-экономические взгляды.
Омарова была кандидатом на должность главы Управления валютного контроля США, но не нашла поддержки у многих политиков и финансистов, в результате чего её кандидатура была отозвана по её же запросу 7 декабря 2021 года.

## Критика
В своих научных статьях Сауле Омарова предложила способы, которыми Федеральная резервная система могла бы вытеснить крупные банки, предлагая банковские услуги для потребителей и играя большую роль в распределении капитала. Эти предложения побудили независимых банкиров США публично выступить против её выдвижения на должность главы Управления валютного контроля. Республиканцы и некоторые демократы подвергли Омарову критике за то, что она назвала крупные банки «индустрией засранцев» (англ. asshole industry), и за призыв к банкротству компаний, специализирующихся на ископаемом топливе.
На слушаниях в Сенате США в ноябре 2021 года Пэт Туми обвинил Омарову в том, что она хочет национализировать банковский сектор, ввести контроль над ценами, создать административно-командную экономику, в которой правительство явно распределяет ресурсы. Туми назвал эти взгляды «социалистическими идеями, которые потерпели неудачу повсюду в мире».

## Личная жизнь
Семья: муж Тимур, сын Айдын, мама Саида.
В одном из интервью Омарова сказала, что стала антикоммунисткой в советское время: «Мне посчастливилось поступить в МГУ … Мне было 18 лет. Через год, как и многие мои однокурсники, я стала антикоммунистом. Мы читали запрещённые вещи, слушали Pink Floyd (британская рок-группа), что тогда было незаконно. Мы говорили о [советском диссиденте Александре] Солженицыне».

## Основные публикации
- Полный список публикаций Архивная копия от 3 октября 2021 на Wayback Machine
- 2020. Financing Continuous Development: The 'American Plan' of State Capitalism Архивная копия от 3 октября 2021 на Wayback Machine. (Robert C. Hockett and Saule T. Omarova). 2020. The Oxford Handbook of State Capitalism, Forthcoming, Cornell Legal Studies Research Paper No. 20-31. Number of pages: 24.
- 2017. Testimony before the U.S. Senate Banking Committee: ‘Fostering Economic Growth: Midsized, Regional and Large Institution Perspective’ Архивная копия от 3 октября 2021 на Wayback Machine (Saule T. Omarova). 2017. Cornell Legal Studies Research Paper No. 17-31. Number of pages: 17.
- 2016. Systemically Significant Prices Архивная копия от 3 октября 2021 на Wayback Machine. (Robert C. Hockett and Saule T. Omarova). 2016. Journal of Financial Regulation, Vol. 2, 2016. Number of pages: 30.
- 2011. Bankers, Bureaucrats, and Guardians: Toward Tripartism in Financial Services Regulation Архивная копия от 3 октября 2021 на Wayback Machine. (Saule T. Omarova). 2011. Journal of Corporation Law, Vol. 37, No. 3, 2012. Number of pages: 54.